# Hyundai Azera

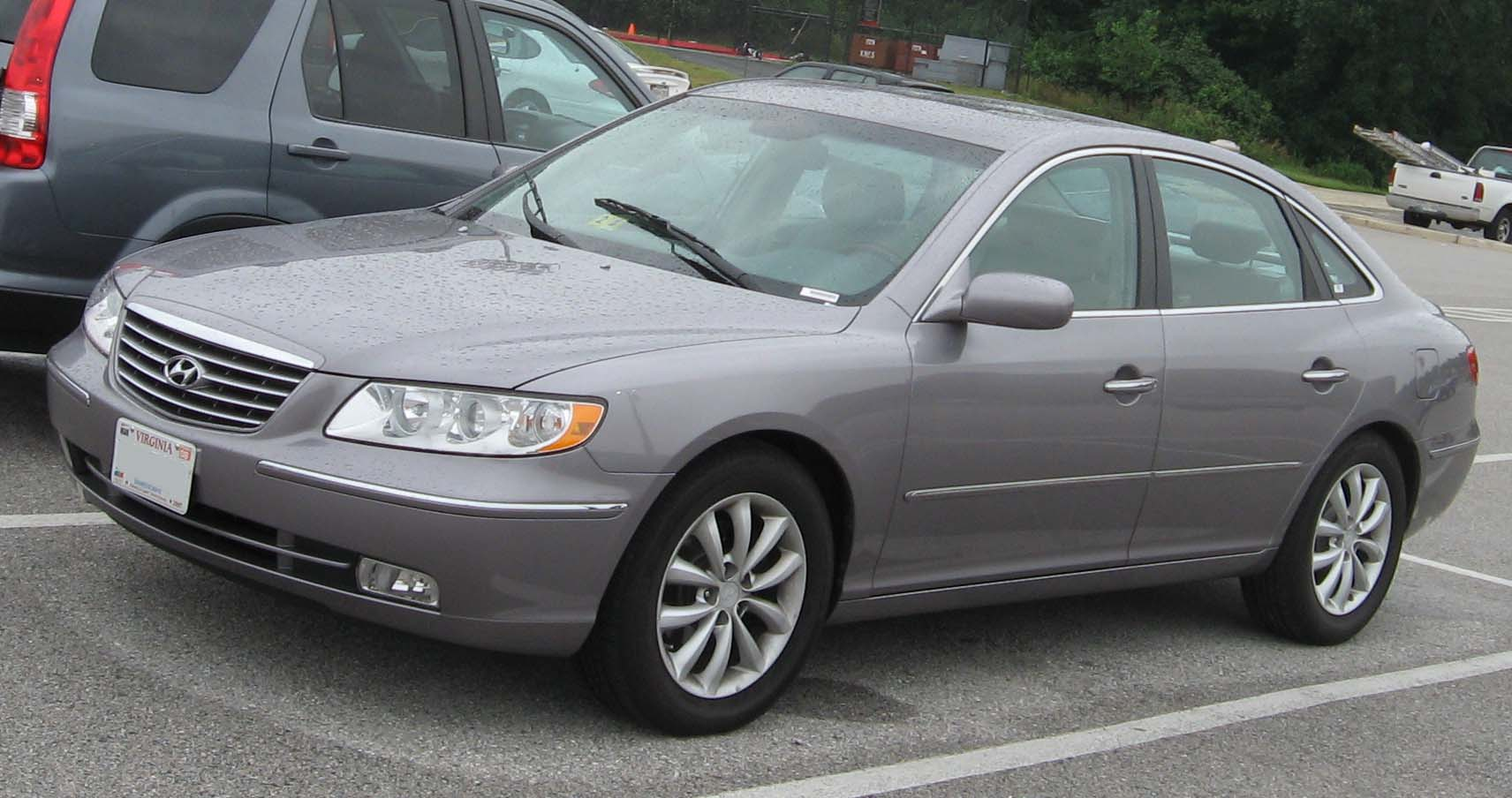
Cuarta generación del Hyundai Azera (mercado estadounidense).

El Hyundai Azera, Grandeur o XG es un automóvil de turismo del segmento E fabricado por la marca surcoreana Hyundai Motor Company desde el año 1986. Es un cinco plazas con motor delantero transversal, tracción delantera y carrocería sedán de cuatro puertas. Algunos de sus rivales son el Chrysler 300C, el Honda Legend, el Nissan Maxima y el Toyota Avalon.
El nombre XG se usó en América del Norte para la tercera generación. La cuarta generación se llama Azera en América del Norte (hasta 2017), Asia (salvo Japón y Corea del Sur), Sudáfrica y América del Sur. A lo largo de su historia, el Grandeur ha llevado motores de gasolina atmosféricos, tanto de cuatro cilindros en línea como seis cilindros en V. Recién para la cuarta generación se añadió una variante Diesel para el mercado europeo.

## Primera generación (1986-1991)
El primer Grandeur fue lanzado al mercado en 1986; es esencialmente un Mitsubishi Debonair de segunda generación rebautizado. Estaba equipado inicialmente con un motor de cuatro cilindros y 2.0 litros, proveniente de Mitsubishi Motors. Más tarde se añadieron un cuatro cilindros de 2.4 litros y un seis cilindros de 3.0 litros.

## Segunda generación (1992-2000)

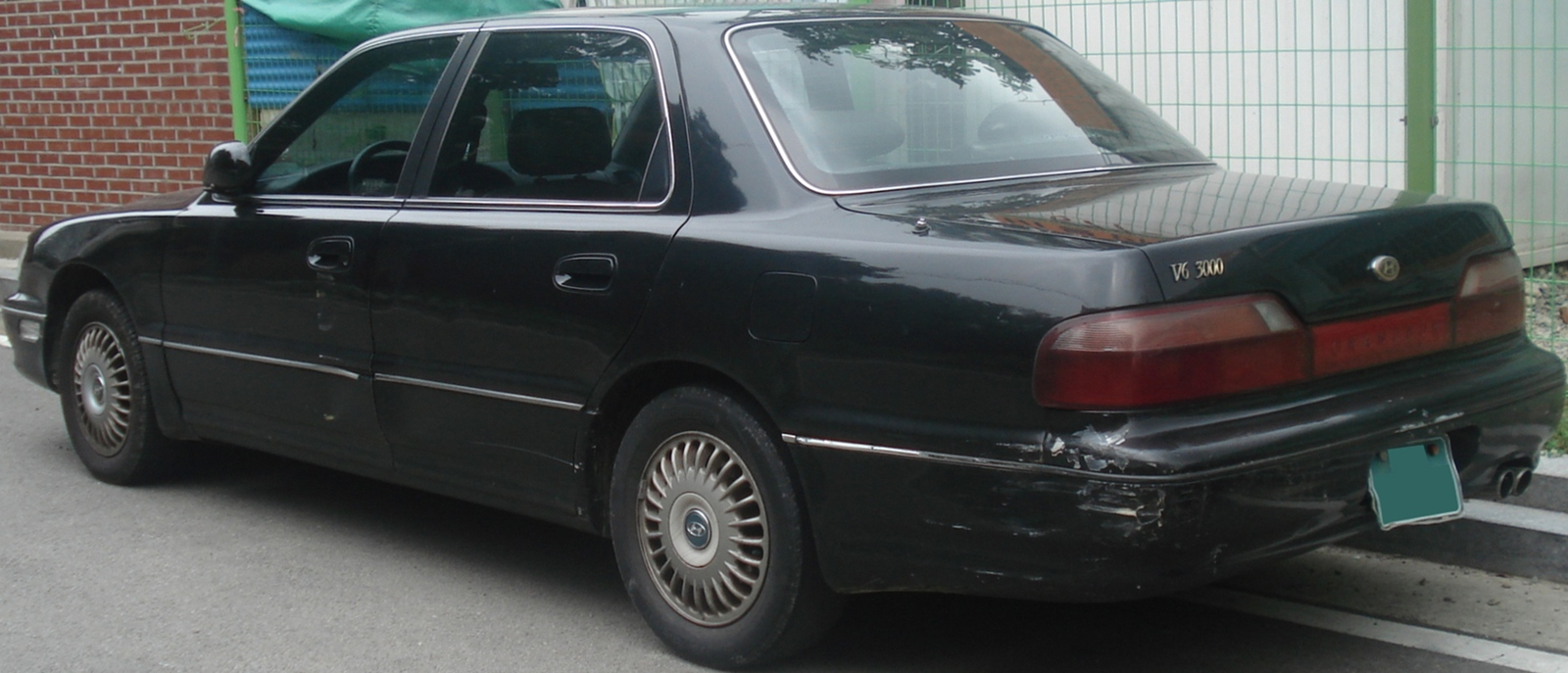
Hyundai New Grandeur

El Grandeur II, puesto a la venta en 1992, es un hermano gemelo de la tercera generación del Debonair. Sus cinco motores fueron de 2.0, 2.4, 2.5, 3.0 y 3.5 litros de cilindrada, los dos primeros de cuatro cilindros y el resto de seis cilindros.

## Tercera generación (2001-2006)
La tercera generación del Grandeur pasó a compartir sus elementos mecánicos con otros modelos de Hyundai y de Kia Motors: Kia Opirus, el Hyundai Santa Fe de primera generación y el Kia Magentis de primera generación.
Las tres motorizaciones del Grandeur III son un cuatro cilindros de 2.5 litros, un seis cilindros de 2.5 litros, un seis cilindros de 3.0 litros, y un seis cilindros de 3.5 litros. En Estados Unidos, el modelo se llamó XG300 o XG350 en referencia a la cilindrada de su motor.

## Cuarta generación (2006-2011)
El Grandeur de cuarta generación, estrenado en 2006, comparte su plataforma con los Santa Fe y Magentis de segunda generación.
El único motor de cuatro cilindros es un 2.4 litros de 177 CV. Los otros tres son un 2.7 litros de 200 CV, un 3.3 litros de 235 CV, y un 3.8 litros de 266 CV. El único motor Diesel es un cuatro cilindros de 2.2 litros y 155 CV, equipado con turbocompresor de geometría variable e inyección directa con alimentación por common-rail.

## Quinta generación (2011-2016)
La quinta generación fue presentada en el Salón del Automóvil de Los Ángeles del 2011, el desarrollo del coche tardó tres años y 450 millones de dólares. El Corea fue ofrecido como Grandeur, mientras en el resto de mercados fue ofrecido como "Azera".
En tamaño, se posiciona entre el Sonata de tamaño mediano y el Genesis ejecutivo. Entre los modelos con los que compitió, fueron el Ford Taurus, Chevrolet Impala, Dodge Charger, Buick LaCrosse, Nissan Maxima, Toyota Avalon, y Chrysler 300.

## Sexta generación (2016-2021)
La sexta generación fue presentada el 27 de octubre de 2016, el vehículo no fue ofrecido en América del Norte debido a las bajas ventas en el mercado estadounidense del modelo, lo que hizo posicionar el modelo Sonata como el vehículo más caro vendido por la marca en Estados Unidos. En marzo de 2017 fue ofrecida una versión híbrida mientras el motor 2.2 litros fue descontinuado en 2018, entre 2017 y 2018, se vendieron entre 132 a 110,000 vehículos, lo que lo posicionó en el vehículo con más ventas en su categoría en el mercado surcoreano.

## Séptima generación (2022-presente)
La séptima generación fue presentada el 14 de noviembre de 2022, en comparación con el modelo del 2016, su tamaño creció respectivamente en varios ángulos, en tanto longitud, distancia entre ejes, y cajuela trasera.
El exterior cuenta con luces de circulación diurna (DRL) y luces de posición conectadas en un diseño horizontal, con funciones de intermitentes integradas y puntos de luz en el capó desplazados hacia la parte trasera. El interior presenta una estructura envolvente, con luces ambientales de suave distribución y un diseño en las molduras de las puertas con un toque coreano. Está equipado con el sistema de infoentretenimiento ccNC, dos cámaras integradas, dos llaves digitales, sistema de autenticación de huellas dactilares, asientos traseros reclinables y cortinas eléctricas en las puertas traseras. El modelo híbrido está equipado con el sistema E-motion, que utiliza un motor para mejorar el rendimiento de conducción.